# Lac Launière
Pour les articles homonymes, voir Launière.
Le lac Launière est un plan d'eau douce traversé par la rivière Launière dans le territoire non organisé de Lac-Jacques-Cartier, dans la municipalité régionale de comté (MRC) de La Côte-de-Beaupré, dans la région administrative de la Capitale-Nationale, dans la province de Québec, au Canada. Ce plan d'eau est situé dans la Réserve faunique des Laurentides.
La zone autour du lac est desservie indirectement par la route 175 qui passe à 9,7 kilomètres ( Unité «  » inconnue du modèle {{Conversion}}.) du côté est et longe la rive ouest du lac Jacques-Cartier. Quelques routes forestières secondaires desservent cette zone pour les besoins de la foresterie et des activités récréotouristiques.
La foresterie constitue la principale activité économique du secteur; les activités récréotouristiques, en second.
La surface du lac Launière est habituellement gelée du début de décembre à la fin mars, toutefois la circulation sécuritaire sur la glace se fait généralement de la mi-décembre à la mi-mars.

## Géographie
Le lac Launière comporte une longueur de 2,2 km, une largeur de 0,5 km et sa surface est à une altitude de 808 m. Ce lac encaissé entre les montagnes est fait en longueur en épousant plus ou moins la forme de la lettre L.
Le lac Launière reçoit du côté est la décharge du Lac La Giroflée et du côté ouest la décharge du lac Frazie.
À partir de l'embouchure du lac Launière, le courant descend sur 26,9 km en suivant le cours de la rivière Launière. Puis le courant emprunte le cours de la rivière Jacques-Cartier sur km généralement vers le sud jusqu'à la rive nord-est du fleuve Saint-Laurent.

## Toponymie
Selon Isaïe Nantais, ce toponyme rappelle une famille de garde-chasses qui demeura de nombreuses années au lac à Noël, soit à 47,6 kilomètres ( Unité «  » inconnue du modèle {{Conversion}}.) au sud-est de l'embouchure du lac Launière. Thomas-Edmond Giroux rapporte Michel Launier, d'origine innue y avait son territoire de chasse. Il est désigné sur la carte du commissaire Flynn, du département des Terres de la couronne, en 1896, sous la forme "lac à Launier". La première mention sous la forme "lac Launière" est relevée sur une carte en 1915.
Le toponyme lac Launière a été officialisé le 5 décembre 1968 par la Commission de toponymie du Québec.